# Grand Prix d'Ouverture La Marseillaise 1997
Il Grand Prix d'Ouverture La Marseillaise 1997, diciottesima edizione della corsa e valido come evento del circuito UCI categoria 1.4, si svolse il 4 febbraio 1997 su un percorso di 141 km, con partenza da Vitrolles e arrivo ad Aubagne, in Francia. La vittoria fu appannaggio del francese Richard Virenque, che completò il percorso in 3h24'29", alla media di 39,905 km/h, precedendo il connazionale Gilles Bouvard ed il ceco Ján Svorada.
Sul traguardo di Aubagne 94 ciclisti, su 128 partiti da Vitrolles, portarono a termine la competizione.

## Ordine d'arrivo (Top 10)
| Pos. | Corridore        | Squadra                    | Tempo    |
| ---- | ---------------- | -------------------------- | -------- |
| 1    | Richard Virenque | Festina-Lotus              | 3h24'29" |
| 2    | Gilles Bouvard   | Festina-Lotus              | a 7'03"  |
| 3    | Ján Svorada      | Mapei-GB                   | s.t.     |
| 4    | Elio Aggiano     | Refin-Mobilvetta           | s.t.     |
| 5    | Servais Knaven   | TVM-Farm Frites            | s.t.     |
| 6    | Yvon Ledanois    | Gan                        | s.t.     |
| 7    | Dominique Bozzi  | Casino-C'est votre équipe  | s.t.     |
| 8    | Rolf Järmann     | Casino-C'est votre équipe  | a 9'30"  |
| 9    | Rodolfo Massi    | Casino-C'est votre équipe  | s.t.     |
| 10   | Laurent Pillon   | Mutuelle de Seine-et-Marne | a 15'13" |